# Мурата, Масаки
Масаки Мурата (яп. 村田 聖樹; род. 29 августа 1999, Кавасаки, Канагава) — японский футболист, полузащитник клуба «Вайле».

## Карьера

### Начало карьеры
Воспитанник футбольной академии японского клуба «Кавасаки Фронтале». В апреле 2018 года покинул клуб, и затем в июле 2018 года присоединился к немецкому клубу «Гинсхайм» из пятого по силе немецкого дивизиона. В клубе футболист провёл 2 сезона, за которые успел отличиться 5 голами и 2 результативными передачами. В январе 2020 года присоединился к альценауской «Баварии», за которую сыграл лишь в 3 матчах и смог отличился забитым голом.

### «Валмиера»
В июле 2021 года футболист на правах свободного агента перешёл в латвийский клуб «Валмиера». Дебютировал за клуб 31 июля 2021 года в матче против юрмальского «Спартака». Первым результативным действием футболист отличился 22 августа 2021 года в матче Кубка Латвии против рижского «Динамо», отдав голевую передачу. Дебютный гол за клуб футболист забил 26 сентября 2021 года в матче против клуба «Даугавпилс». Футболист быстро закрепился в клубе и по итогу сезона стал серебряным призёром Высшей лиги.
Новый сезон начал с матча 12 марта 2022 года против «Риги». Первым результативным действием отличился 26 июня 2022 года в матче против «Риги», отдав голевую передачу.  В июле 2022 года футболист вместе с клубом отравился на квалификационные матчи Лиги конференций УЕФА. Первый матч сыграл 21 июля 2022 года против северомакедонского клуба «Шкендия». В ответном матче 28 июля 2022 года против «Шкендии» футболист отличился забитым голом, однако по сумме матчей северомакедонцы оказались сильнее. Первый гол в чемпионате забил 6 августа 2022 года против клуба «Тукумс 2000», также отличившись дублем из результативных передач. По итогу сезона стал чемпионом латвийской Высшей лиги.

### «Сумгаит»
В январе 2023 года футболист перешёл в азербайджанский клуб «Сумгаит». Дебютировал за клуб 25 января 2023 года в матче против клуба «Зиря». Первым результативным действием за клуб отличился 31 марта 2023 года в матче против товузского клуба «Туран», отдав голевую передачу. Футболист по итогу своего дебютного сезона стал одним из ключевых игроков в клубе. Закончил азербайджанский чемпионат на седьмом итоговом месте, отличившись за клуб своей единственной результативной передачей.
Новый сезон футболист начал с матча 5 августа 2023 года против клуба «Сабаил», выйдя на поле в стартовом составе. Дебютный гол за клуб футболист забил 11 ноября 2023 года в матче против бакинского «Нефтчи».

## Международная карьера
В 2016 году выступал за юношескую сборную Японии до 17 лет.

## Достижения
«Валмиера»
- Чемпион Латвии: 2022